# ميكاه نيل
ميكاه نيل (بالإنجليزية: Micah Neal)‏ هو شخصية أعمال وسياسي أمريكي، ولد في 8 نوفمبر 1974 في سبرينغدل في الولايات المتحدة. حزبياً، نشط في الحزب الجمهوري. وقد انتخب عضو مجلس نواب أركنساس.